# Capperia fusca
Capperia fusca is een vlinder uit de familie vedermotten (Pterophoridae). De wetenschappelijke naam is voor het eerst geldig gepubliceerd in 1898 door O. Hofmann.
De soort komt voor in Europa.